# 甲斐常葉駅
甲斐常葉駅（かいときわえき）は、山梨県南巨摩郡身延町常葉にある、東海旅客鉄道（JR東海）身延線の駅である。

## 歴史
- 1927年（昭和2年）12月17日：身延 - 市川大門間開通時に、富士身延鉄道の駅として開設[1][2]。旅客・貨物取扱開始[2]。
- 1938年（昭和13年）10月1日：富士身延鉄道を鉄道省（国鉄の前身）が借上げ[1]。
- 1941年（昭和16年）5月1日：国有化、鉄道省身延線の駅となる[1]。
- 1972年（昭和47年）9月20日：貨物取扱廃止[2]。
  - 1970年頃までは、急行富士川が一部停車したり、甲府からの区間運転の終点だった。
- 1985年（昭和60年）4月1日：無人駅化[3]。
- 1986年（昭和61年）：季節急行「みのぶ」廃止に伴い、急行が停車しなくなる。
- 1987年（昭和62年）4月1日：国鉄分割民営化に伴い、JR東海の駅となる[1]。
- 2000年（平成11年）2月：駅舎改築。

## 駅構造
島式ホーム1面2線と側線2本とを有する地上駅。島式ホーム両側に接して普段列車の使用する線路が1本ずつ敷設されており、そのさらに外側に側線が1本ずつ敷かれている。線路はほぼ南北に走り駅舎はその東側に設けられている。のりばは駅舎側から1、2番線であり、1番線に上り（富士方面）、2番線に下り（甲府方面）列車が発着する。
ホーム市ノ瀬方端は緩やかな坂になっており、これを下ったところから、1番線の線路と側線1本をこえて駅舎へ構内踏切（遮断機・警報機付）が伸びている。駅舎は2000年（平成12年）に改築され、中に倉庫と小さな待合所がある。身延駅管理の無人駅で自動券売機は設置されていないため、当駅で切符を購入することは出来ない。
駅舎脇に駅舎とデザインをそろえた男女共用の公衆トイレが設置されている。
この駅で特急列車「ふじかわ」号の運転停車（旅客扱いはしない）が行われることが多い。
これは上り特急と下り特急の交換をするためである。（2013年1月現在）

### のりば
| 番線 | 路線      | 方向 | 行先           |
| ---- | --------- | ---- | -------------- |
| 1    | CC 身延線 | 上り | 身延・富士方面 |
| 2    | CC 身延線 | 下り | 甲府方面       |

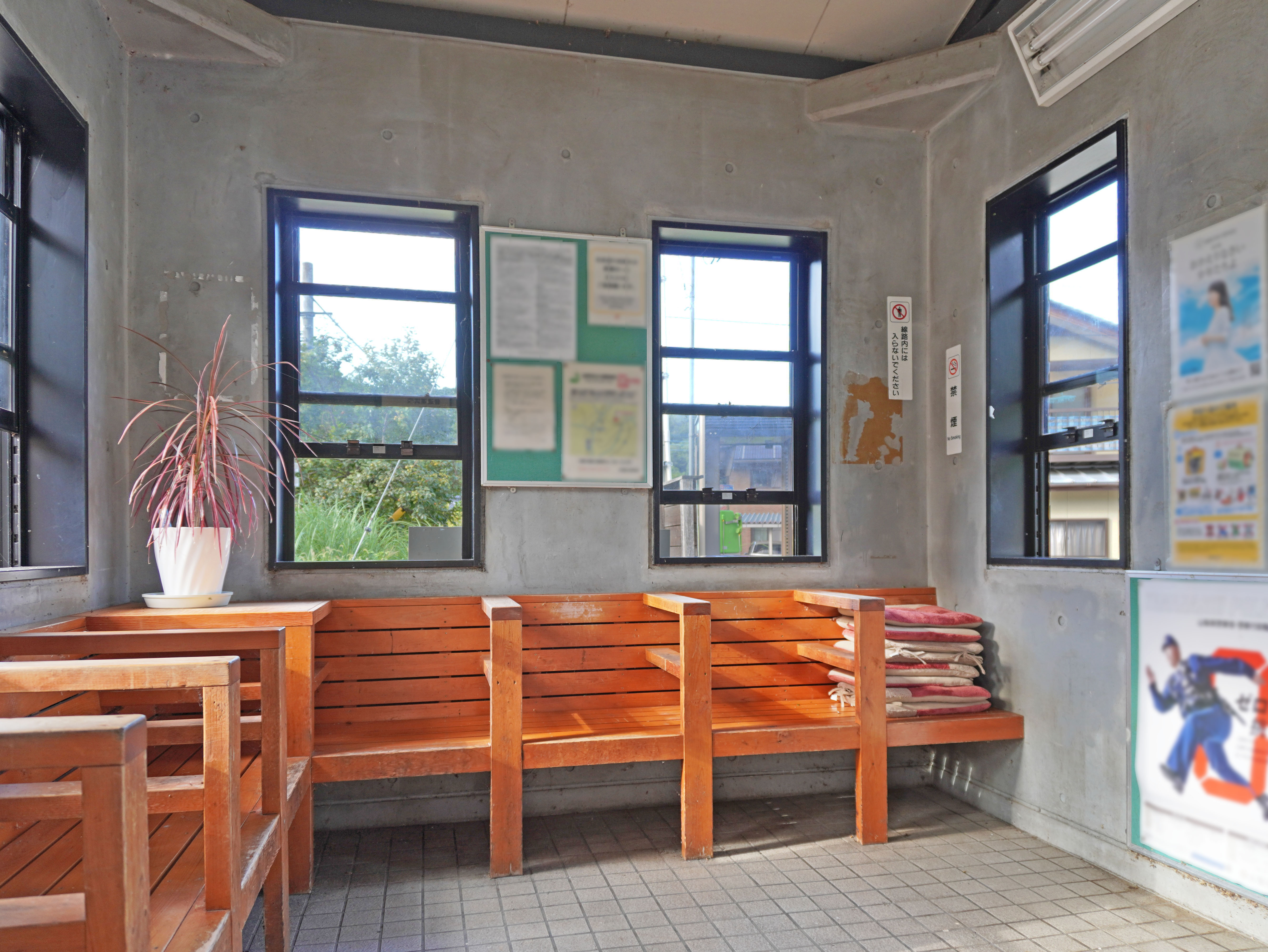
待合室（2022年9月）
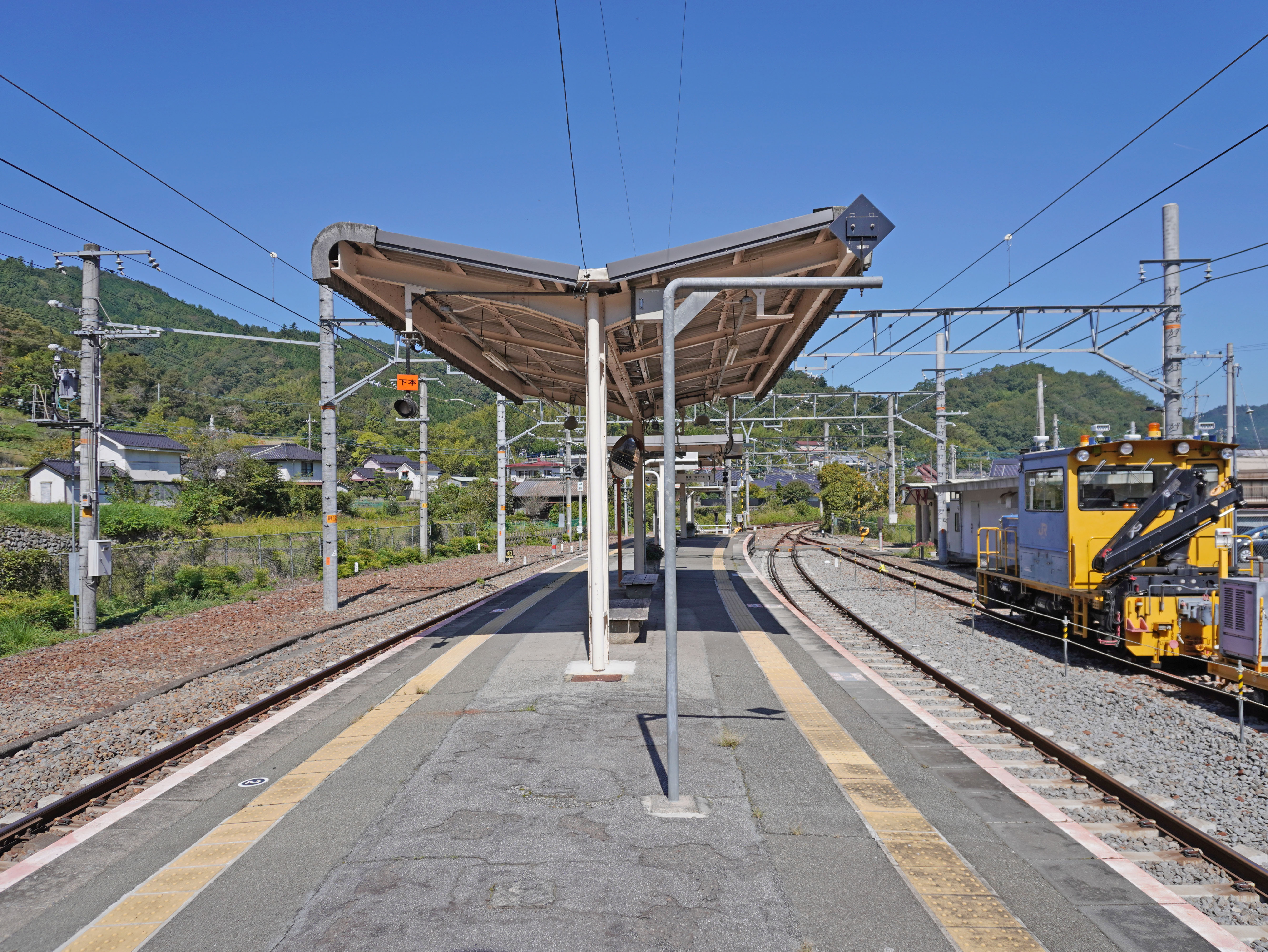
ホーム（2022年10月）
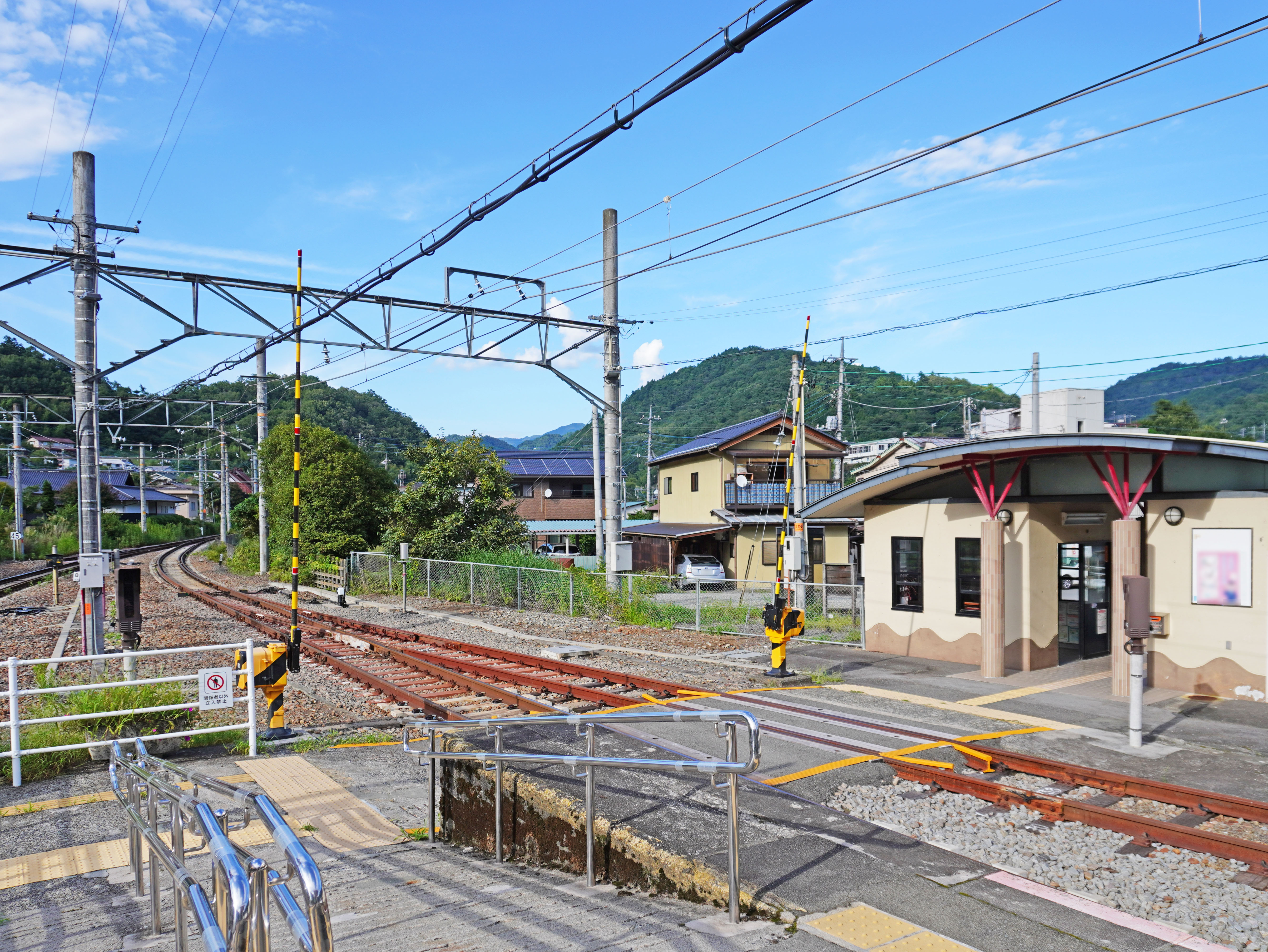
構内踏切（2022年9月）

## 利用状況
| 平均乗車人員 | 平均乗車人員 |
| ------------ | ------------ |
| 1950年       | 902          |
| 1980年       | 602          |
| 2005年       | 116          |
| 2006年       | 93           |
| 2007年       | 95           |
| 2008年       | 89           |
| 2009年       | 75           |
| 2010年       | 68           |
| 2011年       | 58           |
| 2012年       | 57           |
| 2013年       | 45           |
| 2014年       | 34           |
| 2015年       | 38           |
| 2016年       | 30           |
| 2017年       | 22           |
| 2018年       | 22           |

- 1950年の乗車客数は329,257人で、これを一日平均にすると約902人となる。
- 1980年の乗車客数は220,441人で、これを一日平均にすると約602人となる。
- 2005年の乗車客数は42,224人で、これを一日平均にすると約116人となる。
- 2006年の乗車客数は34,205人で、これを一日平均にすると約93人となる。
- 2007年の乗車客数は34,967人で、これを一日平均にすると約95人となる。
- 2008年の乗車客数は32,795人で、これを一日平均にすると約89人となる。
- 2009年の乗車客数は27,466人で、これを一日平均にすると約75人となる。
- 2010年の乗車客数は24,810人で、これを一日平均にすると約68人となる。
- 2011年の乗車客数は21,212人で、これを一日平均にすると約58人となる。
- 下部小中学校が廃校前は波高島〜市ノ瀬間の児童生徒が身延線を利用していたが、現在はスクールバスとなっている。そのため利用者が激減している。

## 駅周辺
現在は身延町役場下部支所となっている旧下部町役場への最寄り駅は下部駅(1991年(平成3年)12月に下部温泉駅に改称)ではなく、常葉川の対岸、南西へおよそ300メートルと大変近い位置にある甲斐常葉駅であった。常葉の町並みは駅からみると常葉川の対岸に開けており、橋で結ばれている。
元々常葉の集落は常葉村という独立した村で、1875年（明治8年）に市之瀬、下部、波高島など常葉もあわせて12の村が合併して富里村になった。富里はただ単に「富んでいる里」でありたいと言う意味で付けられた、いわゆる瑞祥地名である。
富里村の役場は村の中心である常葉に置かれたが、1954年（昭和29年）富里村が町制を施行するに当たって、村内の名湯下部温泉から下部町と言う町名がついたが、前述のように下部町の中心部が常葉にあることに変わりは無かった。
下部町はその後1956年（昭和31年）、久那土、古関、共和の3ヶ村と合併するも下部町の名前は残った。しかし、2004年（平成16年）に身延町、中富町と合併して新設された身延町の一部となって下部町の名は消滅する。
駅のある常葉の集落は常葉川に栃代川が合流する地点にあたり古くから開けていた場所であるが、大正になってから駅とは常葉川の対岸を走る県道が開通し、そして富士身延鉄道（後の身延線）が1927年（昭和2年）にこの辺りの線路を開通させて当駅を設置すると、駅周辺の道路沿いには、商売などを目的として、人家が集まるようになった。今でも駅の対岸には県道沿いに商店街がある。
常葉の集落にはその他、富里村の名を今に残す富里郵便局がある。駅前に国道300号の旧道（常葉バイパスが出来てから国道300号別線と山梨県道419号甲斐常葉停車場線に分割）が伸びており、そこから接続する現国道300号を東に15km程、曲がりくねった道を登って中の倉峠をトンネルで越すと富士五湖の一つ、本栖湖に出ることができる。
徒歩約10分の所に身延町立下部中学校、身延町立下部小学校があったが、町内の小中学校統廃合によりどちらも廃校になっている（現在は地域の小学生は身延町立下山小学校、中学生は身延町立身延中学校へ通学している）。なお、建物は2024年時点で残っており、漫画、アニメおよびテレビドラマ「ゆるキャン△」では登場人物が通学する本栖高校のある場所と設定され、巡礼者が訪れるようになったことから、地元有志で結成された五条ヶ丘活性化推進協議会により、甲斐常葉駅から本栖高校（旧下部中学校）までの間にアニメキャラクターを使用した案内看板が設置されている。
- 常葉諏訪神社 - 北東およそ300メートル、境内の大ケヤキ等は町の天然記念物。
- 常幸院 - 旧下部小中学校のある丘のすぐ下。曹洞宗の寺院で、室町時代に創建され明治初期に火災で全焼、その後再建される[5]。
- 妙法鉱山（常葉鉱山） - 北東およそ1km、かつては採掘が行われていたが落盤により入ることが出来ない。
- 常葉温泉 - 北東約500,、徒歩10分程。一軒だけあった宿が既に廃業しており[6]、入湯することはできない。
- その他駅から交通の便のある主要な観光スポットとして神名温泉（栃代川沿いに約6km、既に廃業[7]）、永寿庵、方外院がある。

## バス路線
「甲斐常葉駅」停留所にて、身延町営バスの路線が発着する。
- 古関循環線：古関[8]

2021年4月限りで富士急行バスは廃止。昭和時代は甲斐常葉駅から古関、甲斐常葉駅から和名場経由栃代までの路線と、山梨交通の一色経由の新早川橋までの路線があり、バスが狭所て折り返すため、操車係が常駐していた。

## 隣の駅
東海旅客鉄道（JR東海）
CC 身延線
下部温泉駅 - 甲斐常葉駅 - 市ノ瀬駅